# کیتاکاوابه، سایتاما
کیتاکاوابه، سایتاما (به لاتین: Kitakawabe, Saitama) یک منطقهٔ مسکونی در ژاپن است که در کانتو واقع شده‌است. کیتاکاوابه ۱۲٬۷۶۳ نفر جمعیت دارد.